# My World 2.0
My World 2.0 é o álbum de estreia do cantor canadense Justin Bieber, lançado em 19 de março de 2010 pela Island Records. É considerado a segunda metade de um projeto de duas partes, sendo complementado pelo extended play (EP) de estreia de Bieber, My World (2009). Depois de assinar um contrato de gravação devido à sua crescente popularidade no YouTube, Bieber trabalhou com vários colaboradores, incluindo seu mentor Usher e os produtores Tricky Stewart, The-Dream e The MIDI Mafia. O disco segue na mesma linha de My World, incorporando elementos de pop adolescente e R&B. Liricamente, discute romance adolescente e situações de amadurecimento.
Após seu lançamento, My World 2.0 recebeu avalições favoráveis dos críticos musicais, os quais elogiaram sua produção. Estreou no topo da Billboard 200, com 283.000 cópias vendidas na primeira semana. Com isso, Bieber tornou-se o solista masculino mais jovem a alcançar o topo da tabela desde Stevie Wonder em 1963. Com My World alcançando a quinta posição na mesma semana, Bieber tornou-se o primeiro artista a ocupar simultaneamente duas posições no top cinco do gráfico desde Nelly em 2004. As vendas do álbum elevaram-se mais ainda na segunda semana de lançamento nos Estados Unidos, tornando-se o primeiro álbum desde 1 (2000) de The Beatles a estrear no topo da tabela e obter uma segunda semana de vendas com vendas superiores. O álbum também atingiu o topo das tabelas de álbuns do Canadá, Irlanda, Austrália e Nova Zelândia. Também ingressou no top dez de outros quinze países. Bieber promoveu o álbum com sua primeira turnê mundial, My World Tour (2010–2011). Ele foi o nono solista a entrar na Billboard 200 com menos de 18 anos, assim como o terceiro solista masculino a conquista o feito desde Recorded Live: The 12 Year Old Genius de Stevie Wonder por 47 anos.
O álbum foi precedido pelo single "Baby", com participação do rapper estadunidense Ludacris, que foi lançado em 18 de janeiro de 2010, e dois singles promocionais digitais, "Never Let You Go" em 2 de março de 2010, e "U Smile" em 16 de março de 2010. "Somebody to Love" foi enviada às rádios como terceiro single oficial do álbum em 20 de abril de 2010 e "U Smile" foi posteriormente lançada nas rádios como quarto e último single em 24 de agosto de 2010. O álbum recebeu uma indicação ao prêmio de Melhor Álbum Vocal de Pop no Grammy Awards de 2011.

## Precedentes e estilo musical
Em uma entrevista para a Billboard durante o 2009 Z100 Jingle Ball, Justin explicou que resolveu lançar seu primeiro álbum em duas partes, My World e My World 2.0. Bieber disse que as pessoas não queriam esperar "cerca de um ano e meio" por música nova, e foi decidido que seria melhor liberar em partes.
O álbum foi descrito como mais irascível e maduro que seu antecessor. Justin afirmou que "queria fazer algo que fosse um pouco mais R&B e que pudesse ser levado para todo mundo. Eu apenas queria ser capaz de testar minhas habilidades vocais".

## Promoção
Assim como fez com My World, Bieber fez uma onda de promoção em rádios, além de outras aparições. Bieber se apresentou em Berlim para o "Dome53" em 5 de março de 2010. No Reino Unido, ele apareceu no talk show britânico Alan Carr: Chatty Man, no programa de televisão GMTV e no Live from Studio Five. Bieber cantou várias músicas de My World e My World 2.0 no "Q Sessions" do QVC no dia 9 de março, quando seu álbum estava em pré-venda na rede. Ele e Selena Gomez se apresentaram em um show no Houston Rodeo em 21 de março. Bieber também apareceu no Nightline da ABC e em uma entrevista no segmento da CBS News com Katie Couric. Ele também se apresentou no The View em 23 de março, e retornou ao programa no episódio de 24 de março, durante o qual também se apresentou no BET's 106 & Park e no Late Show with David Letterman. Bieber acompanhou o álbum com apresentações no Kids' Choice Awards de 2010 em 27 de março de 2010, e como convidado musical no Saturday Night Live em abril. Bieber também promoveu o álbum no The Oprah Winfrey Show em 11 de maio de 2010, e se apresentou no American Idol daquela temporada. Bieber continuou a promoção do álbum se apresentando no Today em 4 de junho de 2010, e em 19 de junho no "Much Music Awards".

## Recepção da crítica
| Críticas profissionais | Críticas profissionais |
| Avaliações da crítica  | Avaliações da crítica  |
| Fonte                  | Avaliação              |
| ---------------------- | ---------------------- |
| About.com              | [ 12 ]                 |
| Allmusic               | [ 13 ]                 |
| Boston Herald          | B+                     |
| Entertainment Weekly   | B                      |
| National Post          | Positiva               |
| The New York Times     | Mista                  |
| Rolling Stone          | [ 18 ]                 |
| Washington Post        | Mista                  |

A recepção da crítica para o álbum foi geralmente positiva. O Metacritic, que atribui uma avaliação normalizada em 100 a partir de comentários críticos, calculou uma pontuação de 68, através de cinco opiniões recolhidas. No About.com, Bill Lamb afirmou que "Justin Bieber está significativamente mais definido como um artista aqui [do que em My World]" e que ele "parece um cantor genuinamente talentoso". Andy Kellman, do Allmusic, descreveu o álbum como sendo "cheio de canções otimistas de R&B condimentado com pop" e disse que suas baladas "poderiam ser chamadas de adulto contemporâneo se o cantor tivesse a idade". Lauren Carter escreveu no Boston Herald que "a criatividade de Bieber, a surpreendentemente sofisticada aceitação do paraíso e o coração partido é genuinamente cativante, mesmo se você for velho o suficiente para ter licença para dirigir. No Entertainment Weekly, Leah Greenblatt discordou, dizendo que o álbum "provavelmente não irá comover qualquer adulto", mas elogiou o "R&B orgulhoso", que a lembrou "do início de Justin Timberlake e Usher". Ela concluiu a crítica dando uma nota "B" e comentando que "há talento real, parece, sob todo aquele cabelo".
Ben Kaplan escreveu no National Post que é "difícil imaginar qualquer uma [das faixas do álbum] não se tornando um hit". Ele comparou "Somebody to Love" com uma "canção antiga do Timbaland" e elogiou "Stuck in the Moment" como sendo "sonoramente o melhor momento de Bieber desde [...] 'Wavin' Flag'". No The New York Times, Jon Caramanica escreveu que "os erros de Bieber são facilmente abafados por sua produção - mais tecnologia - que, embora menos ambiciosa aqui do que em seu EP de estréia, ainda é brutalmente efetiva". Em sua crítica para a Rolling Stone, Jody Rosen escreveu que "Bieber fez um álbum de passatempo-livre. Até as baladas [...] são inteiramente concretizadas", porém afirmou que "o talento de Bieber não está totalmente formado. Ele canta com balanço e destreza harmônica, mas sua voz é nasal e carece de peso". Chris Richards recomendou, no Washington Post, as faixas "Runaway Love" e "That Should Be Me". Richards criticou o fato de três das dez faixas do álbum terem participações que, segundo ele, "vão de desnecessárias a irritantes".

## Lista de faixas
A lista de faixas oficial foi confirmada na página oficial de Bieber em 26 de fevereiro de 2010.
| My World 2.0 – Edição padrão |                                            |                                                                                    |                                        |         |  |
| N.º                          | Título                                     | Compositor(es)                                                                     | Produtor(es)                           | Duração |  |
| 1.                           | "Baby" (com part. de Ludacris)             | Justin Bieber Terius Nash Christopher Stewart Christina Milian Christopher Bridges | Stewart The-Dream Kuk Harrell          | 3:36    |  |
| 2.                           | "Somebody to Love"                         | Jonathan Yip Jeremy Reeves Ray Romulus Heather Bright Bieber                       | The Stereotypes Harrell                | 3:42    |  |
| 3.                           | "Stuck in the Moment"                      | Yip Reeves Romulus Dan August Rigo Bieber Michael Ray Nguyen-Stevenson             | The Stereotypes Harrell                | 3:43    |  |
| 4.                           | "U Smile"                                  | Jerry Duplessis Arden Altino Rigo Bieber                                           | Jerry Duplessis Altino Harrell         | 3:17    |  |
| 5.                           | "Runaway Love"                             | Melvin Hough II Rivelino Wouter Timothy Thomas Theron Thomas Bieber                | Mel & Mus Harrell                      | 3:33    |  |
| 6.                           | "Never Let You Go"                         | Johntá Austin Bryan-Michael Cox Bieber                                             | Cox                                    | 4:26    |  |
| 7.                           | "Overboard" (com part. de Jessica Jarrell) | Waynne Nugent Kevin Risto Dapo Torimiro Taurian Shropshire Bieber                  | Dirty Swift Bruce Waynne Harrell       | 4:11    |  |
| 8.                           | "Eenie Meenie" (com Sean Kingston)         | Benny Blanco Kisean Anderson The Jackie Boyz Bieber Da Internz                     | Blanco Harrell Steve "Ill Rock" Siravo | 3:23    |  |
| 9.                           | "Up"                                       | Nasri Tony Atweh Adam Messinger Bieber                                             | The Messengers Harrell                 | 3:55    |  |
| 10.                          | "That Should Be Me"                        | Atweh Messinger Luke Boyd Bieber                                                   | The Messengers Harrell                 | 3:53    |  |
| Duração total:               | Duração total:                             | Duração total:                                                                     | Duração total:                         | 37:37   |  |

| My World 2.0 – Edição da iTunes Store (faixa bônus) |                 |                                                   |                                 |         |  |
| N.º                                                 | Título          | Compositor(es)                                    | Produtor(es)                    | Duração |  |
| 11.                                                 | "Kiss and Tell" | The Runners Rigo The Monarch Karlyn Ramsey Bieber | The Runners The Monarch Harrell | 3:47    |  |

| My World 2.0 – Edição australiana e do Walmart (faixa bônus) |                      |                |                          |         |  |
| N.º                                                          | Título               | Compositor(es) | Produtor(es)             | Duração |  |
| 11.                                                          | "Where Are You Now?" | Bieber         | Cox Bieber Smith Harrell | 4:27    |  |

| My World 2.0 – Edição japonesa (faixas bônus) |                      |                                            |                                 |         |  |
| N.º                                           | Título               | Compositor(es)                             | Produtor(es)                    | Duração |  |
| 11.                                           | "Kiss and Tell"      | The Runners Rigo The Monarch Ramsey Bieber | The Runners The Monarch Harrell | 3:47    |  |
| 12.                                           | "Where Are You Now?" | Bieber                                     | Cox Bieber Smith Harrell        | 4:27    |  |

### My Worlds
My Worlds é a reedição do primeiro EP de Bieber, My World. Ela inclui o EP My World e o álbum My World 2.0 em sua lista de faixas. A reedição foi lançada em 19 de março de 2010, no mesmo dia que My World 2.0.
| My Worlds – Edição padrão |                                            |                                                                                  |                                        |         |  |
| N.º                       | Título                                     | Compositor(es)                                                                   | Produtor(es)                           | Duração |  |
| 1.                        | "One Time"                                 | C. "Tricky" Stewart James Bunton Corron Cole Thabiso Nkhereanye                  | JB & Corron Stewart Kuk Harrell        | 3:35    |  |
| 2.                        | "Favorite Girl"                            | Dernst "D'Mile" Emile II Delisha Thomas Antea Birchett Anesha Birchett           | Emile II                               | 4:16    |  |
| 3.                        | "Down to Earth"                            | Justin Bieber Waynne Nugent Kevin Risto Mason Levy Carlos Battey Steven Battey   | Dirty Swift Bruce Waynne               | 4:05    |  |
| 4.                        | "Bigger"                                   | Bieber Nugent Risto Dapo Torimiro Lonny Breaux                                   | Dirty Swift Bruce Waynne Torimiro      | 3:17    |  |
| 5.                        | "One Less Lonely Girl"                     | Ezekiel "Zeke" Lewis Balewa Muhammad Sean P. Hamilton Hyuk Shin Usher Raymond IV | Lewis Muhammad Hamilton Shin           | 3:49    |  |
| 6.                        | "First Dance" (com Usher)                  | Bieber Raymond IV Alexander Parhm Jr. Ryon Lovett Jesse Wilson Dwight Reynolds   | Pretty Boi Fresh                       | 3:42    |  |
| 7.                        | "Love Me"                                  | Bruno Mars Philip Lawrence Ari Levine Peter Svensson Nina Persson                | DJ Frank E Bill Malina                 | 3:12    |  |
| 8.                        | "Common Denominator"                       | Lashaunda "Babygirl" Carr Bieber                                                 | Carr                                   | 4:02    |  |
| 9.                        | "Baby" (com part. de Ludacris)             | Bieber Nash Stewart Milian Bridges                                               | Stewart The-Dream Harrel               | 3:34    |  |
| 10.                       | "Somebody to Love"                         | Yip Reeves Romulus Bright Bieber                                                 | Stereotypes Harrell                    | 3:40    |  |
| 11.                       | "Stuck in the Moment"                      | Yip Reeves Romulus Rigo Bieber Nguyen-Stevenson                                  | Stereotypes Harrell                    | 3:42    |  |
| 12.                       | "U Smile"                                  | Duplessis Altino Rigo Bieber                                                     | Jerry Duplessis Altino Harrell         | 3:16    |  |
| 13.                       | "Runaway Love"                             | Hough II Wouter Timothy Thomas Theron Thomas Bieber                              | Mel & Mus Harrell                      |         |  |
| 14.                       | "Never Let You Go"                         | Austin Cox Bieber                                                                | Cox                                    | 4:24    |  |
| 15.                       | "Overboard" (com part. de Jessica Jarrell) | Nugent Risto Torimiro Shropshire Bieber                                          | Dirty Swift Bruce Waynne Harrell       | 4:11    |  |
| 16.                       | "Eenie Meenie" (com Sean Kingston)         | Blanco Anderson The Jackie Boyz Bieber Da Internz                                | Blanco Harrell Steve "Ill Rock" Siravo | 3:22    |  |
| 17.                       | "Up"                                       | Atweh Messinger Bieber                                                           | The Messengers Harrell                 | 3:54    |  |
| 18.                       | "That Should Be Me"                        | Atweh Messinger Boyd Bieber                                                      | The Messengers Harrell                 | 3:52    |  |

| My Worlds – Edição da iTunes Store australiana (faixa bônus) |                 |                                            |                                 |         |  |
| N.º                                                          | Título          | Compositor(es)                             | Produtor(es)                    | Duração |  |
| 19.                                                          | "Kiss and Tell" | The Runners Rigo The Monarch Ramsey Bieber | The Runners The Monarch Harrell | 3:47    |  |

| My Worlds – Edição japonesa (faixas bônus) |                      |                                            |                                 |         |  |
| N.º                                        | Título               | Compositor(es)                             | Produtor(es)                    | Duração |  |
| 19.                                        | "Kiss and Tell"      | The Runners Rigo The Monarch Ramsey Bieber | The Runners The Monarch Harrell | 3:47    |  |
| 20.                                        | "Where Are You Now?" | Bieber                                     | Cox Bieber Smith Harrell        | 4:27    |  |

| My Worlds – Edição especial japonesa (faixas bônus) |                                              |                                              |                                |         |  |
| N.º                                                 | Título                                       | Compositor(es)                               | Produtor(es)                   | Duração |  |
| 19.                                                 | "Never Say Never" (com part. de Jaden Smith) | Bieber Smith Messinger Atweh Harrell Rambert | The Messengers Harrell Rambert | 3:49    |  |
| 20.                                                 | "Somebody to Love" (com part. de Usher)      | Bieber Reeves Romulus Yip Bright             | Stereotypes                    | 3:44    |  |

## Paradas musicais
Em 27 de março de 2010, o álbum estreou na quarta posição da parada musical de álbuns oficial da Holanda, fornecida pela MegaCharts. No dia 31 de março do mesmo ano, a Billboard divulgou que o álbum havia vendido 283 mil cópias em sua primeira semana nos Estados Unidos, debutando na primeira posição da Billboard 200. O álbum também alcançou o topo no Canadá.
No Brasil, o álbum está na primeira posição há mais de oito semanas, na parada da ABPD.
| Parada (2010)                   | Melhor posição |
| ------------------------------- | -------------- |
| German Singles Chart            | 7              |
| Austrian Albums Chart[B]        | 2              |
| Australian Albums Chart[A]      | 1              |
| Belgian Albums Chart (Flanders) | 18             |
| Belgian Albums Chart (Wallonia) | 100            |
| CD - TOP 20 Semanal ABPD[A]     | 1              |
| Canadian Albums Chart           | 1              |
| Danish Albums Chart[B]          | 9              |
| PROMUSICAE                      | 4              |
| Billboard 200                   | 1(4x)          |
| European Top 100 Albums         | 4              |
| Finnish Albums Chart[A]         | 20             |
| French Albums Chart[A]          | 4              |
| Greek Albums Chart[B]           | 4              |
| Dutch Albums Chart              | 4              |
| Irish Albums Chart[B]           | 6              |
| Italian Albums Chart[A]         | 17             |
| New Zealand Albums Chart[B]     | 2              |
| Norway Albums Chart[A]          | 5              |
| Polish Albums Chart             | 22             |
| Portuguese Albums Chart[A]      | 2              |
| UK Albums Chart[B]              | 3              |
| Swedish Albums Chart[A]         | 21             |
| Swiss Albums Charts[A]          | 11             |

| País           | Associação   | Certificação | Vendas    |
| -------------- | ------------ | ------------ | --------- |
| Austrália      | ARIA         | 3× Platina   | 210.000+  |
| Brasil         | ABPD         | Diamante     | 192.000+  |
| Canadá         | Music Canada | Platina      | 80.000+   |
| Estados Unidos | RIAA         | 3× Platina   | 3.070.232 |
| Nova Zelândia  | RIANZ        | Platina      | 15.000+   |
| Suíça          | Swiss Charts | Ouro         | 15.000+   |

Notas
- A^ Países nos quais My Worlds foi lançado.
- B^ Países nos quais My Worlds foi lançado, e suas vendas e posições foram combinadas com My World.

## Histórico de lançamento
| País           | Data                | Gravadora       | Formato              | Edição            |
| -------------- | ------------------- | --------------- | -------------------- | ----------------- |
| Polônia        | 19 de março de 2010 | Universal Music | CD, download digital | Padrão, My Worlds |
| Alemanha       | 19 de março de 2010 | Universal Music | CD, download digital | Padrão, My Worlds |
| França         | 22 de março de 2010 | Universal Music | CD, download digital | My Worlds         |
| Reino Unido    | 22 de março de 2010 | Mercury Records | CD, download digital | My Worlds         |
| Canadá         | 23 de março de 2010 | Universal Music | CD, download digital | Padrão            |
| Estados Unidos | 23 de março de 2010 | Island Records  | CD, download digital | Padrão            |
| Brasil         | 23 de março de 2010 | Universal Music | CD, download digital | My Worlds         |

- My Worlds é um relançamento de My World com as dez faixas de My World 2.0 adicionadas.